# Scherzo n. 1 (Chopin)
Lo Scherzo n. 1 in Si minore op. 20 è una composizione per pianoforte scritta da Fryderyk Chopin presumibilmente fra il 1830 e il 1831.

## Storia
Non è pervenuto ai nostri giorni il manoscritto autografo datato, né è tanto meno possibile desumere la data certa di composizione attraverso i riferimenti nella corrispondenza di Chopin; tuttavia da una lettera all'amico Matuszyński emergono le indicazioni sull'idea originaria dello scherzo. Le uniche informazioni certe in nostro possesso è che nel 1833 il pezzo, già in versione definitiva, era stato rifinito dal compositore e che la sua prima pubblicazione si ebbe nel febbraio 1835 dall'editore parigino Maurice Schlesinger. Seguirono in pochi mesi la prima edizione tedesca di Breitkopf & Härtel e l'edizione inglese di Wessel, che pubblicò il brano con il titolo "Le banquet infernal", oggi ancora talvolta in uso.
L'ipotesi più accreditata è che il brano sia stato composto tra il dicembre del 1830 a Vienna e il 1831 a Parigi. La composizione porta la dedica di Chopin a un caro amico, Thomas Albrecht, di cui il compositore aveva tenuto a battesimo la figlia. In questo momento della sua vita, poco più che ventenne, Chopin si stava stabilendo a Parigi (anche tramite l'aiuto di Albrecht) dopo un breve soggiorno a Vienna: pare quindi legittimo pensare che la citazione nel brano di una melodia natalizia polacca sia una reazione spontanea alla malinconia del primo Natale trascorso lontano dall'amata Polonia provata proprio nel momento in cui lo Scherzo venne ideato, la Vigilia di Natale del 1830.
Tra il 1830 e il 1831 era inoltre scoppiata a Varsavia la Rivolta di Novembre contro l'Impero russo: alcuni brani che siamo certi di poter ricondurre a questi eventi (come alcuni degli Studi op. 10) recano alcune caratteristiche di scrittura affini a quelle del primo Scherzo, il che ci permette di presumere che la composizione di questi brani sia avvenuta in momenti non troppo lontani tra di loro.

## Struttura
Lo Scherzo op. 20 presenta la forma ABA-Coda, di frequente riscontro nel genere dello scherzo, e viene introdotto da due violenti accordi in fortissimo, instabili dal punto di vista armonico che sembrano «un grido che erompe da profonda disperazione» a cui fa seguito una melodia improvvisa che sembra voler salire al cielo.
La marcatura del tempo della sezione A (in si minore) è Presto con fuoco. Il carattere è oscuro, impetuoso e drammatico: vi è inoltre la presenza di un certo grado di complessità dal punto di vista tecnico. Celebre il commento di Robert Schumann nella sua recensione entusiastica del brano: "Se lo 'Scherzo' indossa già queste vesti oscure, che abiti dovrebbe indossare l'austerità?".
La sezione centrale B (Molto Più Lento, in si maggiore), introdotta da un ponte modulante che progressivamente rischiara lo svolgersi dell'azione musicale rivela un'atmosfera diametralmente trasfigurata: qui viene presentato il tema della placida ninna nanna natalizia polacca Lulajże, Jezuniu, seguita immediatamente da un tema originale dal carattere leggermente più lirico, animato e malinconico. Quattro battute di transizione, in cui i due epici accordi introduttivi ricompaiono sovrapposti alle armonie della sezione centrale, riportano rapidamente alla riesposizione (più breve) della sezione A.
La Coda estremamente virtuosistica (Risoluto e sempre più animato) viene raggiunta attraverso una sezione di sutura simile a quella che aveva introdotto alla sezione B, ma con intenzione opposte: intensificare ancora di più il carattere drammatico e tumultuoso per raggiungere il climax di massima tensione del brano (analogamente a quanto avviene con lo Scherzo n. 2 e lo Scherzo n. 3 di Chopin). Una rapidissima ascesa cromatica di quattro ottave in entrambe le mani conduce infine alla cadenza conclusiva.

## Esecuzioni
In passato alcuni pianisti, per enfatizzare ulteriormente il già marcato elemento virtuosistico del brano, erano soliti realizzare la scala cromatica conclusiva aggiungendo dei raddoppi di ottava ad incastro: tra questi Vladimir Horowitz.